# Mas de Trucafort
El Mas de Trucafort és un edifici de Falset (Priorat) inclòs a l'Inventari del Patrimoni Arquitectònic de Catalunya.

## Descripció
Segons el propietari, aquest mas és del segle xix, però ha sofert vàries reformes, i ara no queda res del primitiu mas. Té un pis i les golfes. La planta té per la part principal uns porxos que donen pas a l'entrada. S'arriba a l'habitatge a través d'uns grans i amplis graons.